# St. Lawrence (Newfoundland en Labrador)

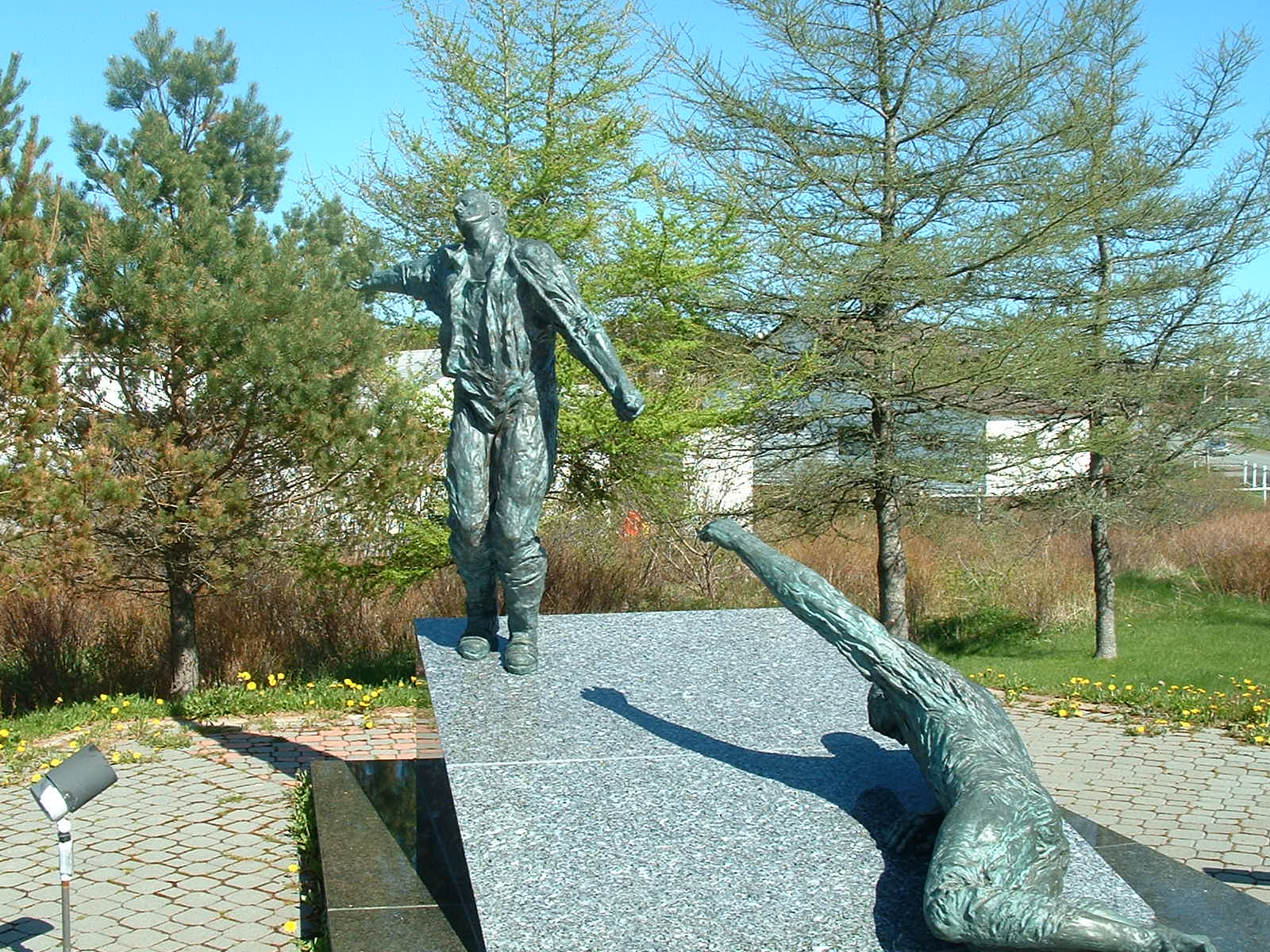
Het monument Echoes of Valour te St. Lawrence

St. Lawrence is een gemeente (town) in de Canadese provincie Newfoundland en Labrador. De gemeente ligt in het zuiden van het schiereiland Burin aan de zuidkust van het eiland Newfoundland.

## Demografie
Demografisch gezien is St. Lawrence, net zoals de meeste kleine dorpen op Newfoundland, aan het krimpen. Tussen 1976 en 2021 daalde de bevolkingsomvang van 2.258 naar 1.115. Dat komt neer op een daling van 1.143 inwoners (-50,6%) in 45 jaar tijd.
| Demografische ontwikkeling van St. Lawrence tussen 1951 en 2021            |
| -------------------------------------------------------------------------- |
|                                                                            |
| Bron: Statistics Canada (1951–1986, 1991–1996, 2001–2006, 2011–2016, 2021) |

### Taal
In 2021 hadden vrijwel alle inwoners van St. Lawrence het Engels als moedertaal en was iedereen er die taal machtig. Hoewel slechts vijf mensen (0,4%) het Frans als moedertaal hadden, waren er vijftien mensen die die andere Canadese landstaal konden spreken (1,3%). Vrijwel niemand was anno 2021 een andere taal dan het Engels of Frans machtig.

## Voetbal
De gemeente St. Lawrence karakteriseert zichzelf als de "voetbalhoofdstad van Canada". Het relatief kleine dorp telt maar liefst negen voetbalploegen terwijl de sport in de rest van de provincie slechts een beperkte populariteit geniet. De St. Lawrence Laurentians zijn de bekendste ploeg van de gemeente en met 25 titels in de Newfoundland and Labrador Challenge Cup ook de meest succesvolle club uit de provincie. De gemeente was in 1977 gaststad voor de Canadese Challenge Trophy.

## Drievoudige scheepsramp van 1942
In de vroege ochtend van 18 februari 1942 liepen drie schepen van de United States Navy vast voor de zuidkust van het schiereiland Burin tussen de dorpen Lawn en St. Lawrence. De USS Pollux, USS Truxtun en USS Wilkes, die op weg waren naar de marinebasis van Argentia aan de oostkust van Placentia Bay, hadden tijdens een zware winterstorm een navigatiefout gemaakt. De USS Pollux en USS Truxtun hadden door hun aanvaring met de rotsen zware schade opgelopen en dreigden te zinken. Vele vluchtende matrozen vroren dood, verdronken of stierven door de gelekte olie op het water. 203 Amerikaanse mariniers kwamen om het leven.
Verschillende inwoners van Lawn en St. Lawrence snelden weliswaar te hulp met bootjes en sloepen om opvarenden te redden in de uitzonderlijke storm- en ijsomstandigheden. Ze trokken opvarenden over de spekgladde rotsen aan wal, verwarmden de onderkoelde matrozen en hielpen hen voorts zo goed als mogelijk met de weinige middelen die ze hadden. Het eindrapport van het Amerikaanse onderzoek concludeerde dat zo goed als alle 186 overlevenden hun leven te danken hadden aan de heldhaftigheid van de burgers van Lawn en St. Lawrence.

### Nasleep en herdenking van de ramp
Als blijk van dankbaarheid financierde de Amerikaanse overheid de bouw van het hypermoderne U.S. Memorial Hospital in St. Lawrence, dat opende op 6 juni 1954. Het ziekenhuis is tot op heden in gebruik.
In 1992 werd te St. Lawrence het monument "Echoes of Valour" onthuld. Het monument is opgericht ter nagedachtenis van de lokale mijnwerkers die zware werkomstandigheden en later ziektes moesten overwinnen, van de overledenen van de scheepsrampen van 1942 en van alle slachtoffers van beide wereldoorlogen.